# Going Backwards
Going Backwards – piosenka grupy Depeche Mode oraz drugi singel grupy z albumu Spirit. Kompozycja otwiera album. Utwór został wydany na singlu 23 czerwca 2017 roku i wysłuchany po raz pierwszy (jako singel) w radiu Trójka w audycji „Lista przebojów Programu Trzeciego” dnia 16 czerwca 2017 roku.

## O utworze
Utwór otwiera najnowszą płytę zespołu. Piosenka jest utrzymana w stylu blues rocka i indie rocka i nawiązuje stylistycznie nieco do dwóch innych utworów grupy – Painkiller z 1997 roku (głównie pod względem barwy i nastroju piosenki) oraz Policy of Truth z 1990 roku (głównie pod względem instrumentów i wokali). Utwór zawiera mroczne dźwięki pianina oraz bluesowe linie gitar i basu w tle piosenki. Tekst został napisany przez Martina Gore’a.

## Lista utworów
- Digital single

1. „Going Backwards (album version)” – 5:42
2. „Going Backwards (Highline sessions version)” – 5:27

## Twórcy

### Depeche Mode
- David Gahan – śpiew
- Martin Gore – gitara, syntezator, wokal wspierający
- Andrew Fletcher – syntezatory, wokal wspierający

### Pozostali
- James Ford – perkusja